# Елеонора Гірт
Елеонора Гірт (фр. Eléonore Hirt; нар. 19 грудня 1919 — пом. 27 січня 2017) — швейцарська акторка кіно і театру.

## Життєпис
Елеонора народилася 19 грудня 1919 року в Базелі, Швейцарія.
За свою майже 80-річну кар'єру зіграла більш ніж в 50 фільмах.
Елеонора Гірт померла у віці 97 років 27 січня 2017 року.

### Особисте життя
У 1954 році пошлюбила французького актора Мішеля Пікколі.

## Вибрана фільмографія
- 1962 — Приватне життя — Сесіль
- 1967 — Гра в кровопролиття
- 1970 — Таємниця ферми Мессе — Матильда
- 1976 — Сім ночей в Японії
- 1977 — Приготуйте ваші носовички — мадам Белой
- 1982 — Новий світ — Марія-Антуанетта
- 1987 — Анна (серіал) — Валентина Д'Арбанвіль
- 1988 — Анна — Валентина Д'Арбанвіль